# Мозолисте тіло

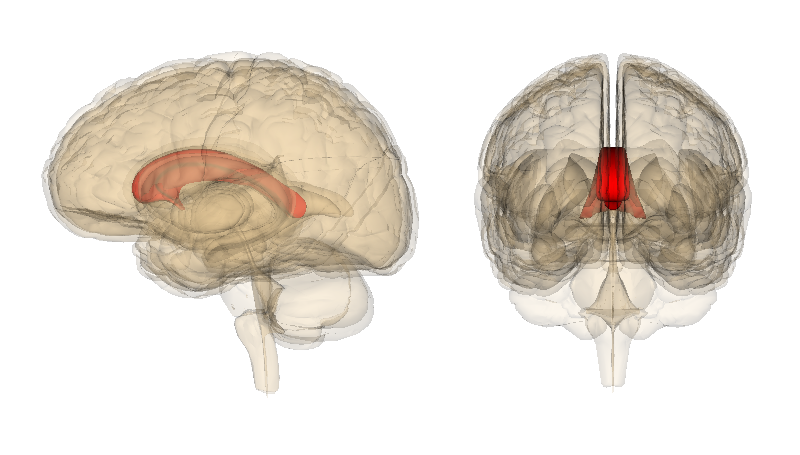
Мозолисте тіло

Мозоли́сте тіло (лат. corpus callosum) — широкий, плаский пучок нервових волокон довжиною близько 10 см під корою головного мозку у товщі поздовжньої щілини (fissura longitudinalis). З'єднує ліву і праву півкулі головного мозку, забезпечує міжпівкульний зв'язок. Це найбільша структура білої речовини головного мозку, що складається з 200—250 млн контралатерально спрямованих (назустріч один одному, з обох сторін) аксонів кіркових нейронів.

## Структура
Задня частина мозолистого тіла — валок (splenium); передня називається коліном (genu); між ними знаходиться стовбур мозолистого тіла. Частина між тілом і валком звужена й називається перешийком (isthmus). Ростральна платівка — частина мозолистого тіла, що знаходиться дозаду й донизу від найбільш передньої частини коліна мозолистого тіла, як показано на сагітальному зображенні мозку праворуч. Кінцеву її частину називають дзьобом (за схожість із пташиним дзьобом).

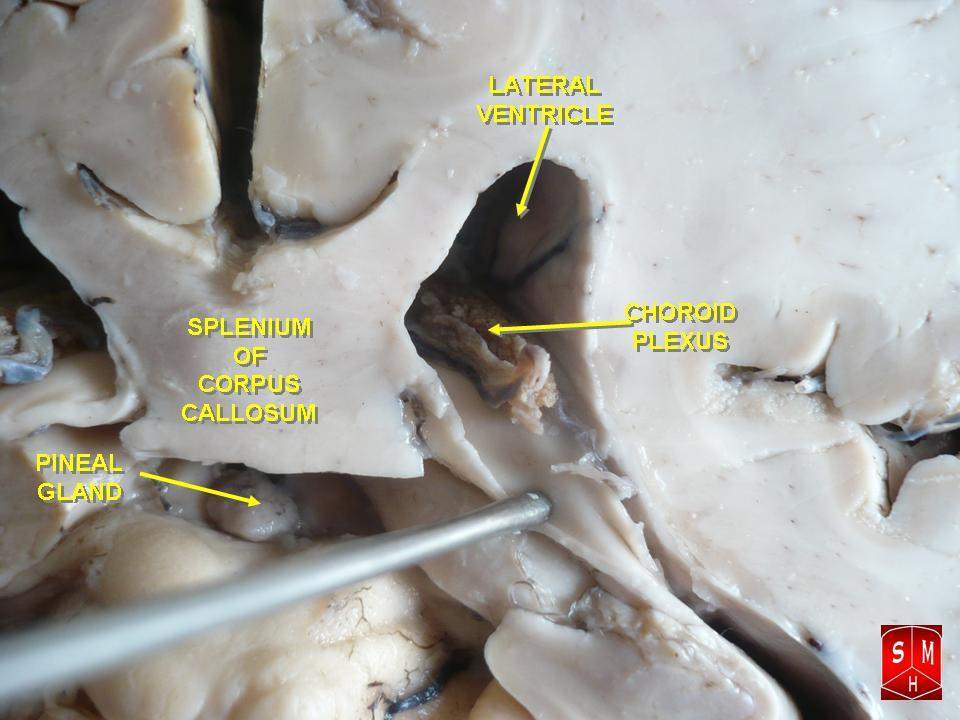
Мозолисте тіло

Волокна по обидві сторони мозолистого тіла отримали назву променистості, оскільки променеподібно  входять у білу речовину півкуль головного мозку й прямують до різних ділянок кори. Одні, згинаючись уперед від коліна, йдуть у лобову частку утворюють передні щипці, а другі, згинаючись назад у потиличній частці, утворюють задні щипці. Між цими двома частинами знаходиться основний стовбур мозолистого тіла, з якого волокна простягаються латерально в обидві сторони в скроневі частки, і покрівлю центральної частини бічного шлуночка.

### Статеві відмінності
Мозолисте тіло й статеві відмінності його структури та функцій були предметом дискусій у наукових колах протягом більш як століття. Перші дослідження на початку 20-го століття показали відмінності в розмірах між чоловіками і жінками. Ці дослідження в свою чергу, викликали запитання, і в кінцевому підсумку, більш поліпшені методи візуалізації, які з'явилися останнім часом, спростували попередні уявлення. Однак, передові аналітичні методи комп'ютерної неврології, розроблені в 1990-х роках виявили, що статеві відмінності очевидні, але стосуються певних частин мозолистого тіла й корелюють з когнітивною продуктивністю в деяких тестах. Недавні дослідження з використанням магнітно-резонансної томографії (МРТ) виявили, що площа середньосагітального перерізу мозолистого тіла, в порівнянні з розміром мозку, в середньому, пропорційно більше у жінок.
З допомогою дифузійної МРТ також були знайдені статеві відмінності в морфології і мікроструктурі мозолистого тіла.
Морфометричний аналіз при вивченні конкретних тривимірних математичних моделей за допомогою МРТ, і знайшли ґрунтовні й статистично значущі відмінності між чоловіками і жінками. Спеціальні алгоритми виявили значні відмінності між чоловіками і жінками більш ніж в 70 % випадків в одному дослідженні.

## Інші кореляції
Передня частина мозолистого тіла, як виявилося, значно більше у музикантів, ніж немузикантів, Приблизно на 0,75 см², або на 11 % вона також більше у шульг і «оборуких» (осіб з амбідекстрією) людей, ніж у правшів. Ця різниця проявляється в передній і задній областях мозолистого тіла. Інші магнітно-резонансні морфометричні дослідження показали, що розмір мозолистого тіла позитивно корелює з вербальною пам'яттю і семантичною продуктивністю в тестах.. Діти з дислексією, як правило, мають менш розвинене мозолисте тіло, ніж їхні однолітки без дислексії.
Навчання музиці підвищує пластичність мозолистого тіла під час розвитку. Наслідки збільшення координації рук, відмінності в структурі білої речовини та посилення пластичності моторних і слухових шляхів у подальшому допомагають кращому навчанню. Дослідження показало, що діти, які почали музичну освіту у віці до шести років (мінімум 15 місяців занять) мали збільшений обсяг мозолистого тіла, а ті, які почали таке навчання до 11 років, мали кращу, ніж однолітки, бімануальну координацію.

## Клінічне значення

### Епілепсія

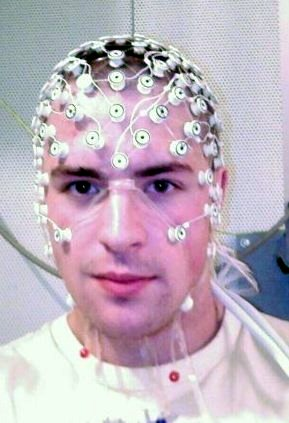
Електроенцефалографія використовується для пошуку джерела електричної активності, яке спричинює напади.

Симптоми рефрактерної епілепсії можуть бути зменшені шляхом перерізання мозолистого тіла у рамках операції, відомої як калозотомія. Вона проводиться у випадках, коли складні або великі припадки починаються в епілептогенних вогнищах на одній стороні мозку розряди генералізуються й розповсюджуються на протилежну півкулю. Підготовка до такої операції передбачає електроенцефалографію, МРТ, ПЕТ сканування і консультації епілептолога, невролога, нейрохірурга, психіатра, і нейрорадіолога.

### Вади розвитку
Агенезія мозолистого тіла (АМТ) — це рідкісна вроджена патологія, яка є одним з найбільш поширених вад розвитку мозку людини, при якій мозолисте тіло зменшене або повністю відсутнє. АМТ, як правило, діагностується протягом перших двох років життя, а може існувати безсимптомно й бути випадковою знахідкою. Початкові симптоми АМТ зазвичай включають в себе судоми, вслід за якими можуть проблеми з годуванням проблем і затримок у початку самостійного тримання голови, сидіння, стояння і ходи. Інші можливі симптоми можуть включати порушення психічного й фізичного розвитку, зорово-моторної координації, візуальної й слухової пам'яті. АМТ іноді супроводжується гідроцефалією. У легких випадках, такі симптоми, як судоми, ехолалія, або головний біль можуть не з'являтися роками. Відсутність мозолистого тіла є головним патологічним компонентом при синдромі Ейкарді.
АМТ зазвичай не смертельна. Лікування зазвичай симптоматичне, з приводу гідроцефалії і судом тощо. Хоча багато дітей з таким захворюванням можуть вести нормальний спосіб життя й мають середній інтелект, ретельне нейропсихологічне тестування виявляє тонкі відмінності у вищих коркових функціях порівняно з особами того ж віку та освіти, без АМТ. Дітям з АМТ, яка супроводжується затримкою розвитку та/або епілепсією, слід пройти обстеження на метаболічні порушення.
Окрім повної агенезії мозолистого тіла, існують схожі стани, але з неповним його ураженням: затримка розвитку (часткова), дисгенезія (неправильний розвиток), і гіпоплазія (недостатній розвиток, у тому числі й занадто тонке мозолисте тіло).
Недавні дослідження також пов'язують можливі взаємозв'язки між вадами розвитку мозолистого тіла й розладами аутистичного спектру.

### Інші захворювання
Ураження передніх відділів мозолистого тіла може призвести до акінетичного мутизму або тактильної аномії. Пошкодження задніх відділів мозолистого тіла (валок, лат. splenium) можуть призвести до алексії (нездатність до читання) без аграфії.

## Додаткові зображення

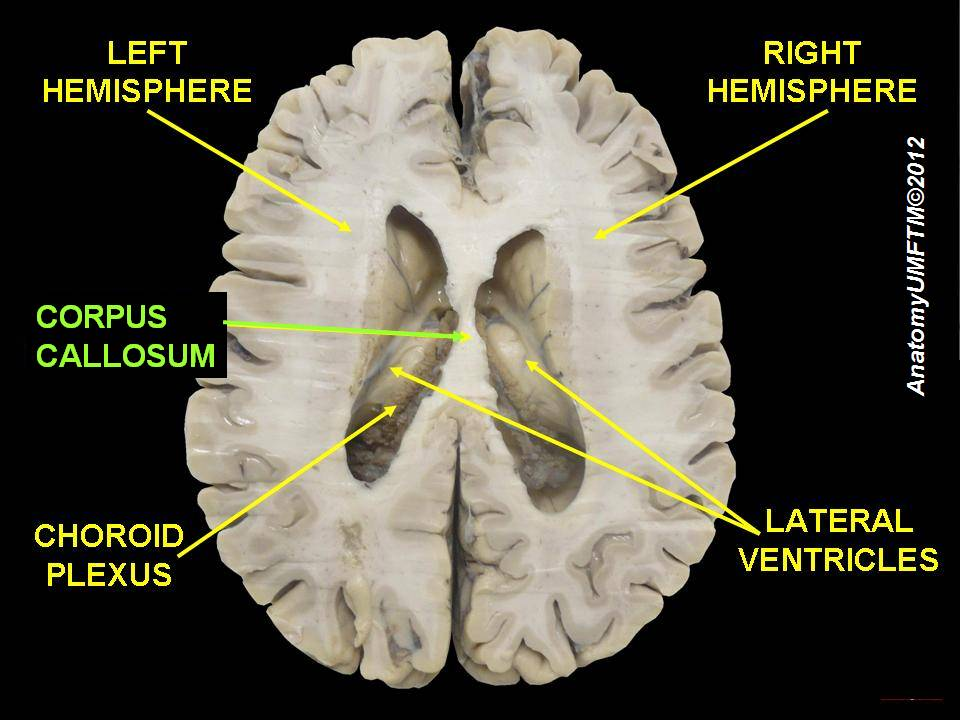
Мозолисте тіло
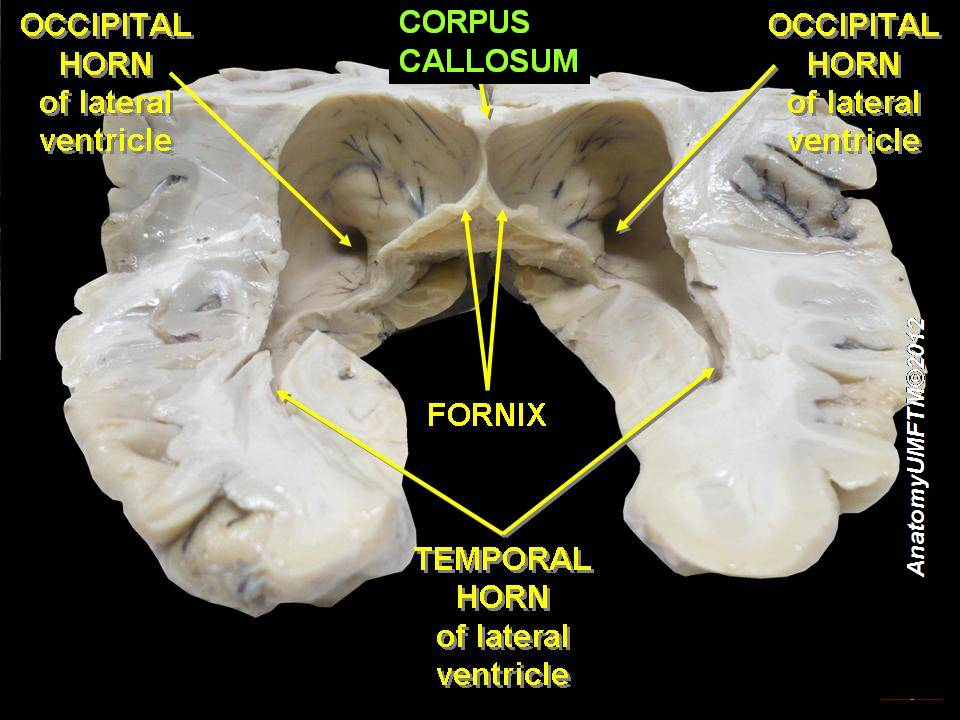
Мозолисте тіло
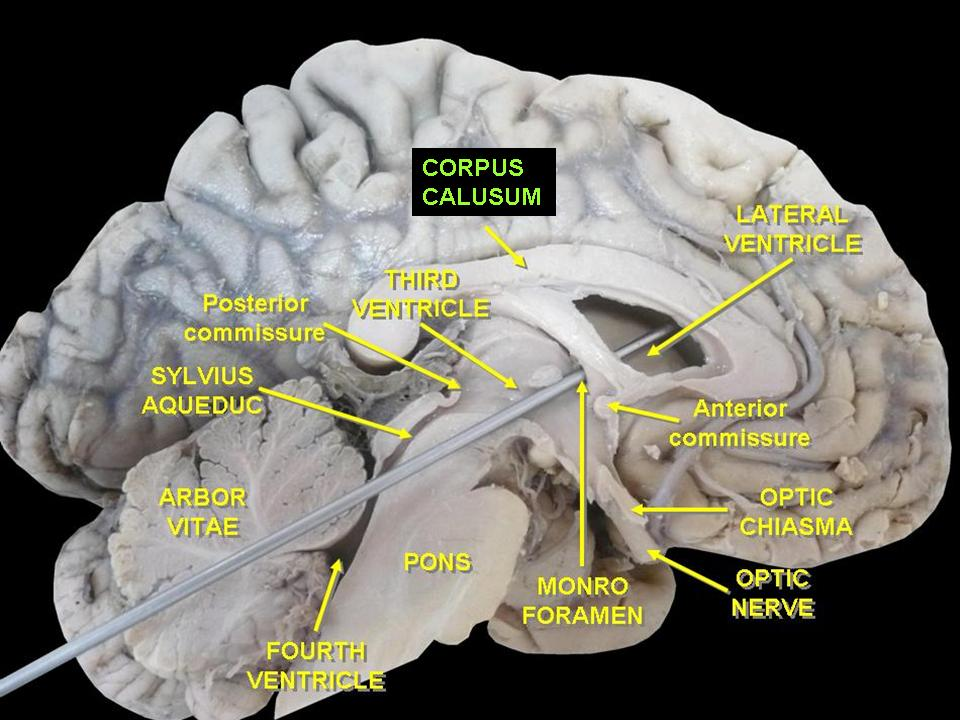
Мозолисте тіло
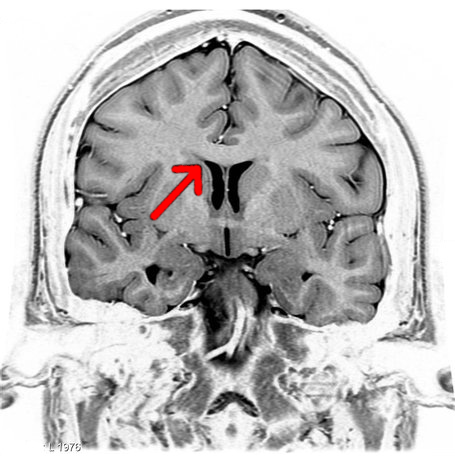
Вінцева Т2 МРТ головного мозку на рівні хвостатого ядра з підкресленням мозолистого тіла
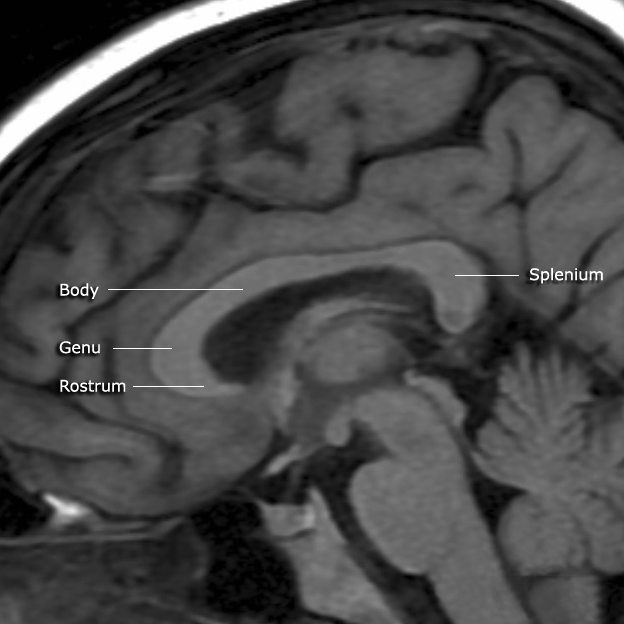
Мозолисте тіло на МРТ
- Трактографія мозолистого тіла
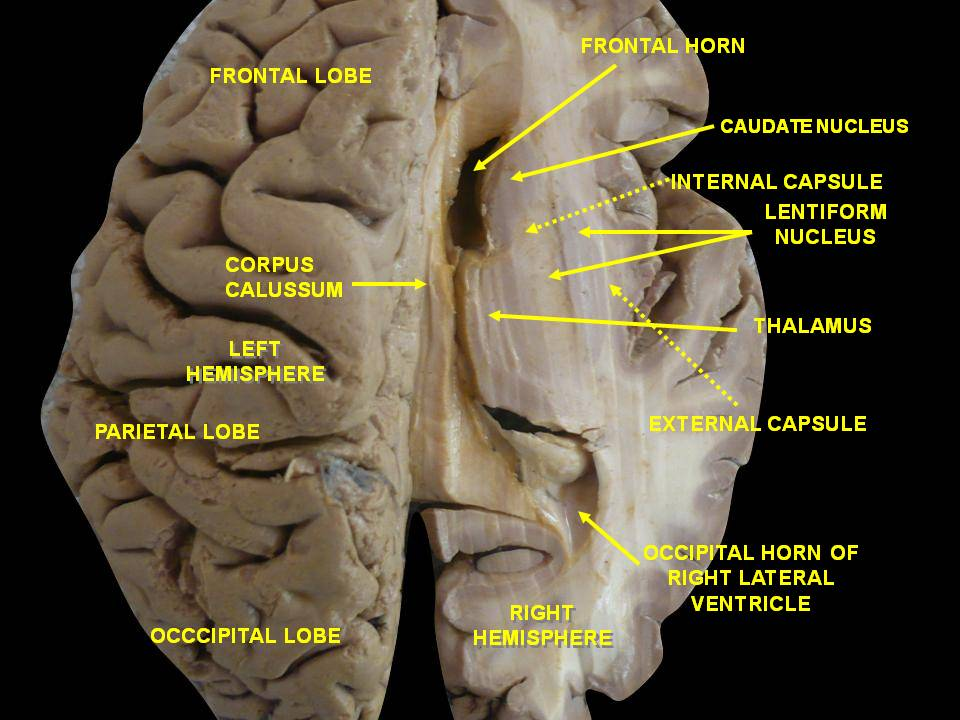
Шлуночки головного мозку та базальні ганглії.Вигляд згори. Горизонтальний ділянка.Глибокий розтин
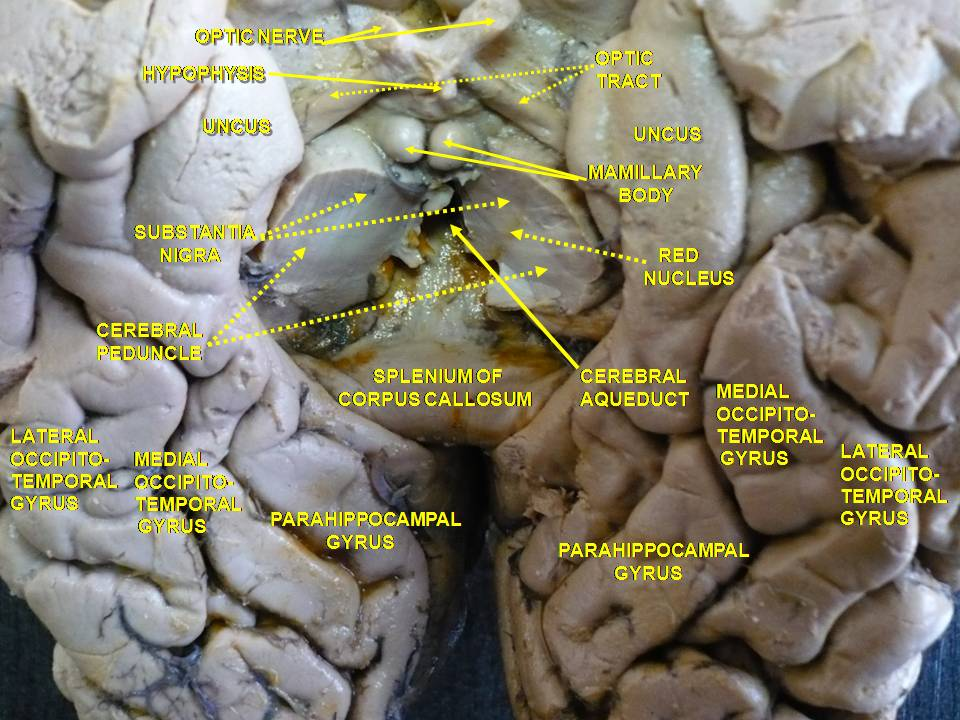
Глибокий розтин мозку